# Fuchsia arborescens
Fuchsia arborescens is een struikvormige fuchsia die uit kan groeien tot een kleine boom en voorkomt in Midden- Amerika.

## Beschrijving
Deze vaste plant groeit tot enkele meters hoog en breed in een vorstvrij klimaat. Fuchsia arborescens begint als een struik en kan uitgroeien tot een boom van drie meter hoogte. De soort behoort tot de sectie Schufia en is het meest verwant aan Fuchsia paniculata.
De plant bloeit uitbundig gedurende een lange periode, meestal van juni tot oktober. De roze tot paarse bloemen vormen zich aan steeltjes in trossen en zijn rechtopstaand. De vruchten zijn in ronde besvorm en zwartblauw van kleur.

## Cultuur
De plant komt voor in een beschaduwde omgeving in het bos en aan de bosranden. In warmere klimaten wordt de plant buiten het verspreidingsgebied aangeplant als sierheester of kleine boom. In koudere klimaten is het voor liefhebbers een potplant of kasplant.
... · 
F. arborescens · 
F. ×bacillaris · 
F. boliviana · 
F. excorticata · 
F. jimenezii · 
F. lycioides · 
F. magellanica · 
F. nigricans · 
F. pachyrrhiza · 
F. procumbens · 
F. simplicicaulis · 
F. splendens · 
F. tilletiana · 
...